# バレークイーン
バレークイーン (Ballet Queen) は、アイルランド生まれの繁殖牝馬。

## 経歴
オークス、ヨークシャーオークス、セントレジャーを制した名牝サンプリンセスを母に持つ良血馬だが、競走に出走することなく繁殖牝馬となり、カーリアンの仔を受胎した状態で1992年に日本の社台ファーム早来に輸入された。翌1993年に出産した産駒が1996年の東京優駿（日本ダービー）を優勝したフサイチコンコルドである。その後もトニービン、サンデーサイレンスなどの日本の一流種牡馬と交配され続け、皐月賞馬のアンライバルド、重賞馬のボーンキング、種牡馬のミラクルアドマイヤなどを送り出した。フサイチコンコルドとアンライバルドのGI馬両頭は、一族の象徴的存在と見なされている。また、牝系の観点から見ても、産駒のグレースアドマイヤが皐月賞馬のヴィクトリーや重賞馬のリンカーンを輩出したのをはじめ、複数の重賞優勝馬を送り出している。
田原成貴はバレークイーンの産駒について、見た目が素晴らしい反面精神面に問題を抱えている馬が多く、そのために競走能力を発揮できないままに終わった馬もいたとしている。田原は自ら管理したフサイチミニヨンについて、調教では優駿牝馬を勝てると思うほどの動きを見せながら、他の馬を極端に怖がる性格が災いし2戦していずれも最下位というキャリアで引退を余儀なくされたと述べている。フサイチミニヨンは繁殖牝馬として、重賞馬のアンブロワーズを輩出している。
またアンライバルドの管理調教師である友道康夫が語ったところによると、バレークイーンは元々蹄が弱くあまり歩かない傾向があったことから、母馬にくっついて歩く仔馬の馬体重が重くなりがちであったため、ノーザンファームではわざわざアメリカから装蹄師を呼び削蹄を行わせたところ、バレークイーンが普通に歩くようになったという。その直後に生まれたアンライバルドが皐月賞を制覇したことから、友道は「（それまでの産駒は）運動不足だったのでしょう」と分析している。
2010年6月2日付で死亡を理由に繁殖牝馬としての供用が停止されている。

## 繁殖成績
|        | 馬名               | 誕生年 | 毛色 | 父                 | 性 | 厩舎                           | 馬主                                     | 戦績                                 | 供用     | 出典   |
| ------ | ------------------ | ------ | ---- | ------------------ | -- | ------------------------------ | ---------------------------------------- | ------------------------------------ | -------- | ------ |
| 初仔   | フサイチコンコルド | 1993年 | 鹿毛 | Caerleon           | 牡 | 栗東・小林稔                   | 関口房朗                                 | 5戦3勝 東京優駿、菊花賞3着           | 種牡馬   | [ 5 ]  |
| 2番仔  | グレースアドマイヤ | 1994年 | 鹿毛 | トニービン         | 牝 | 栗東・小林稔                   | 近藤英子                                 | 15戦5勝 サンスポ賞4歳牝馬特別3着     | 繁殖牝馬 | [ 6 ]  |
| 3番仔  | ミラクルアドマイヤ | 1995年 | 鹿毛 | トニービン         | 牡 | 栗東・作田誠二                 | 近藤利一                                 | 3戦1勝                               | 種牡馬   | [ 7 ]  |
| 4番仔  | フサイチミニヨン   | 1996年 | 鹿毛 | サンデーサイレンス | 牝 | 栗東・田原成貴                 | 関口房朗 →吉田勝己                       | 2戦0勝                               | 繁殖牝馬 | [ 8 ]  |
| 5番仔  | ネオクラシック     | 1997年 | 鹿毛 | サンデーサイレンス | 牝 | 美浦・藤沢和雄                 | 吉田勝己                                 | 14戦2勝                              | 繁殖牝馬 | [ 9 ]  |
| 6番仔  | ボーンキング       | 1998年 | 鹿毛 | サンデーサイレンス | 牡 | 栗東・松田国英                 | 金子真人 →金子真人ホールディングス（株） | 17戦2勝 京成杯                       | 種牡馬   | [ 10 ] |
| 7番仔  | ピタゴラス         | 1999年 | 鹿毛 | サンデーサイレンス | 牡 | 栗東・松田国英                 | 金子真人                                 | 1戦0勝                               |          | [ 11 ] |
| 8番仔  | ボレロ             | 2000年 | 栗毛 | サンデーサイレンス | 牡 | 栗東・松田国英                 | （有）サンデーレーシング                 | 1戦0勝                               | 種牡馬   | [ 12 ] |
| 9番仔  | メガトンカフェ     | 2002年 | 鹿毛 | サンデーサイレンス | 牡 | 美浦・小島太                   | 西川光一                                 | 10戦3勝                              |          | [ 13 ] |
| 10番仔 | フレンチバレリーナ | 2003年 | 栗毛 | フレンチデピュティ | 牝 | -                              | （サンデーレーシング）                   | 不出走                               | 繁殖牝馬 | [ 14 ] |
| 11番仔 | フレンチバルザック | 2004年 | 鹿毛 | フレンチデピュティ | 牡 | 美浦・藤沢和雄 →大井・月岡健二 | （有）サンデーレーシング →吉田俊介       | 中央不出走 地方1戦1勝                |          | [ 15 ] |
| 12番仔 | アンダルーサ       | 2005年 | 鹿毛 | アグネスタキオン   | 牡 | 栗東・友道康夫                 | 吉田勝己                                 | 不出走                               |          | [ 16 ] |
| 13番仔 | アンライバルド     | 2006年 | 鹿毛 | ネオユニヴァース   | 牡 | 栗東・友道康夫                 | （有）サンデーレーシング                 | 10戦4勝 皐月賞、スプリングステークス | 種牡馬   | [ 17 ] |
| 14番仔 | サンリヴァル       | 2007年 | 鹿毛 | スペシャルウィーク | 牡 | 美浦・堀宣行                   | （有）サンデーレーシング                 | 7戦1勝                               |          | [ 18 ] |
| 15番仔 | インステイト       | 2009年 | 栗毛 | ダイワメジャー     | 牡 | 栗東・友道康夫                 | （有）サンデーレーシング                 | 16戦1勝                              |          | [ 19 ] |
| 16番仔 | トランプクイーン   | 2010年 | 鹿毛 | ネオユニヴァース   | 牝 | 美浦・尾関知人                 | （有）サンデーレーシング                 | 5戦0勝                               | 繁殖牝馬 | [ 20 ] |

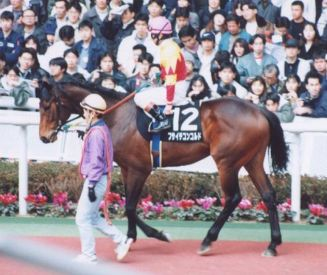
フサイチコンコルド（1993年産）
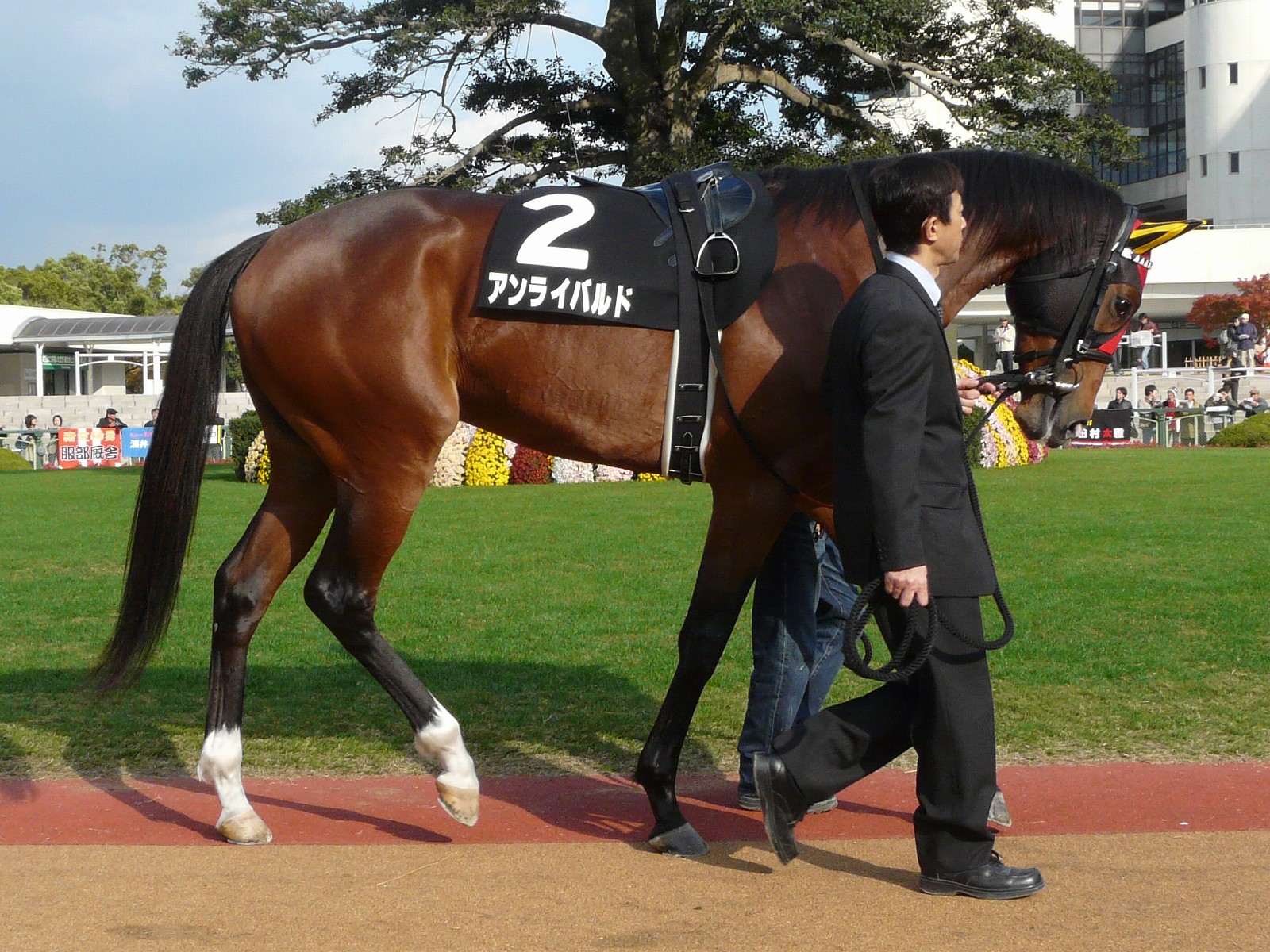
アンライバルド（2006年産）

## 主要なファミリーライン
「f」は「filly（牝馬）」の略、「c」は「colt（牡馬）」の略。太字はGI級競走優勝馬。#は重賞競走優勝馬。
- バレークイーン 1988 f
  - フサイチコンコルド 1993 c（3勝、東京優駿優勝）
  - グレースアドマイヤ 1994 f
    - リンカーン# 2000 c（6勝、阪神大賞典、京都大賞典、日経賞優勝、菊花賞2着、有馬記念2着、天皇賞（春）2着）
    - ヴィクトリー 2004 c（3勝、皐月賞優勝）
    - スカーレット 2005 f
      - アドミラブル# 2014 c（3勝、青葉賞優勝）
      - エスポワール 2016 f
        - アロヒアリイ# 2022 c (現役2勝、ギヨームドルナノ賞優勝)

    - ブルーダイアモンド 2011 f
      - アリストテレス# 2017 c（4勝、アメリカジョッキークラブカップ優勝、菊花賞2着）

  - ミラクルアドマイヤ 1995 c（1勝、種牡馬）
  - フサイチミニヨン 1996 f
    - アンブロワーズ# 2002 f（4勝、函館2歳ステークス優勝、阪神ジュベナイルフィリーズ2着）
      - コナブリュワーズ 2010 f
        - コナコースト 2020 f（1勝、桜花賞2着）
        - マジックサンズ# 2022 c（現役2勝、札幌2歳ステークス優勝）

  - ボーンキング# 1998 c（2勝、京成杯優勝）
  - フレンチバレリーナ 2003 f
    - スーブルソー# 2007 c（8勝、桐花賞優勝）

  - アンライバルド 2006 c（4勝、皐月賞、スプリングステークス優勝）
  - トランプクイーン 2010 f
    - ピコチャンブラック# 2022 c（スプリングステークス優勝）

### その他の近親
本馬の祖母Sunny Valleyからも牝系が広がっており、その系図を以下に記載する。
- Sunny Valley 1972
  - Dancing Shadow 1977
    - Maid of Erin 1982
      - * エリンバード 1991
        - オメガフォーチュン 1997
          - スーパーマダム 2010
            - ララクリスティーヌ 2018（京都牝馬S）

        - エールスタンス 2003
          - ミュゼエイリアン 2012（毎日杯）

        - エリンコート 2008（優駿牝馬）

    - River Dancer 1983
      - Well Head 1989
        - Spring Symphony 1998
          - Holda 2003
            - Blond Me 2012（E.P.テイラーS）

          - Glass Harmonium 2006（マッキノンS）

        - *コンデュイット 2005（BCターフ2回、KGVI & QES、英セントレジャー）

      - Ballet Shoes 1990
        - Petrushka 1997（オペラ賞、ヨークシャーオークス、愛オークス）

      - Spectrum 1992（チャンピオンS、愛2000ギニー）

    - Ballerina 1991
      - Millenary 1997（英セントレジャー）
      - Angel of The Gwaun 1999
        - *コスモメドウ 2007（ダイヤモンドS）

  - Sun Princess 1980（英セントレジャー、ヨークシャーオークス、英オークス）
    - Prince of Dance 1986（デューハーストS）
    - バレークイーン 1988 ---バレークイーン系
    - Stage Struck 1992
      - *プレイガール 1998
        - ノーワン 2016（フィリーズレビュー）

  - Ploy 1984
    - Poliuto 1991（伊2000ギニー）

  - Elevate 1985
    - *アドマイヤラピス 1992
      - ロイヤルカード 1999
        - アドマイヤパンチ 2006
          - サンレイポケット 2015（新潟大賞典）

        - アドマイヤデウス 2011（日経賞、日経新春杯）

      - アドマイヤホープ 2001（全日本2歳優駿、北海道2歳優駿）
      - アドマイヤフジ 2002（中山金杯2回、日経新春杯）
      - アドマイヤコスモス 2007（福島記念）

  - Saddlers' Hall 1988（コロネーションC）

牝系図の出典：牝系検索α

## 血統表
| バレークイーン (Ballet Queen)の血統 | バレークイーン (Ballet Queen)の血統                    | バレークイーン (Ballet Queen)の血統 | （血統表の出典）     | （血統表の出典） |
| 父系                                | サドラーズウェルズ系                                   | サドラーズウェルズ系                | サドラーズウェルズ系 | [ § 2 ]          |
| 父 Sadler's Wells 1981 鹿毛         | 父の父Northern Dancer 1961 鹿毛                        | Nearctic                            | Nearco               | Nearco           |
| 父 Sadler's Wells 1981 鹿毛         | 父の父Northern Dancer 1961 鹿毛                        | Nearctic                            | Lady Angela          |                  |
| 父 Sadler's Wells 1981 鹿毛         | 父の父Northern Dancer 1961 鹿毛                        | Natalma                             | Native Dancer        | Native Dancer    |
| 父 Sadler's Wells 1981 鹿毛         | 父の父Northern Dancer 1961 鹿毛                        | Natalma                             | Almahmoud            |                  |
| 父 Sadler's Wells 1981 鹿毛         | 父の母Fairy Bridge 1975 鹿毛                           | Bold Reason                         | Hail to Reason       | Hail to Reason   |
| 父 Sadler's Wells 1981 鹿毛         | 父の母Fairy Bridge 1975 鹿毛                           | Bold Reason                         | Lalun                |                  |
| 父 Sadler's Wells 1981 鹿毛         | 父の母Fairy Bridge 1975 鹿毛                           | Special                             | Forli                | Forli            |
| 父 Sadler's Wells 1981 鹿毛         | 父の母Fairy Bridge 1975 鹿毛                           | Special                             | Thong                |                  |
| 母 Sun Princess 1980 鹿毛           | 母の父*イングリッシュプリンス English Prince 1971 鹿毛 | Petingo                             | Petition             | Petition         |
| 母 Sun Princess 1980 鹿毛           | 母の父*イングリッシュプリンス English Prince 1971 鹿毛 | Petingo                             | Alcazar              |                  |
| 母 Sun Princess 1980 鹿毛           | 母の父*イングリッシュプリンス English Prince 1971 鹿毛 | English Miss                        | Bois Roussel         | Bois Roussel     |
| 母 Sun Princess 1980 鹿毛           | 母の父*イングリッシュプリンス English Prince 1971 鹿毛 | English Miss                        | Virelle              |                  |
| 母 Sun Princess 1980 鹿毛           | 母の母Sunny Valley 1972 鹿毛                           | Val de Loir                         | Vieux Manoir         | Vieux Manoir     |
| 母 Sun Princess 1980 鹿毛           | 母の母Sunny Valley 1972 鹿毛                           | Val de Loir                         | Vali                 |                  |
| 母 Sun Princess 1980 鹿毛           | 母の母Sunny Valley 1972 鹿毛                           | Sunland                             | Charlottesville      | Charlottesville  |
| 母 Sun Princess 1980 鹿毛           | 母の母Sunny Valley 1972 鹿毛                           | Sunland                             | Sunny Gulf           |                  |
| 母系(F-No.)                         | (FN:1-l)                                               | (FN:1-l)                            | (FN:1-l)             | [ § 3 ]          |
| 5代内の近親交配                     | 5代内アウトブリード                                    | 5代内アウトブリード                 | 5代内アウトブリード  | [ § 4 ]          |
| 出典                                | 1. 2. 3. 4.                                            | 1. 2. 3. 4.                         | 1. 2. 3. 4.          | 1. 2. 3. 4.      |